# Tatsuya Matsuda
Tatsuya Matsuda (jap. 松田 辰也, Matsuda Tatsuya; * 17. Oktober 1965 in der Präfektur Tokio) ist ein japanischer Synchronsprecher (Seiyū).

## Rollen (Auswahl)
- D’Artagnan und die drei Musketiere als D’Artagnan
- Densetsu Kyojin Ideon als Afta Deck
- Shinseiki GPX Cyber Formula als Ryōhei Sumi
- Gambare! Bokura no Hit and Run als Hiromi
- Iga no Kabamaru als Taiboku
- Lucy in Australien als Ben
- Madō King Granzort als Gus
- Maegami-Tarō als Tarō
- Mahō no Angel Sweet Mint als Yang
- Tokimeki Tonight als Ichirō Tokugawa (Episode 8)